# We Are the World
We Are the World ist ein Popsong von USA for Africa aus dem Jahr 1985, der von Michael Jackson und Lionel Richie geschrieben wurde. Er erschien auch auf dem gleichnamigen Album. Der Titel zählt zu den erfolgreichsten Singles und verkaufte sich mehr als 20 Millionen Mal.

## Entstehung
Der Weihnachten 1984 veröffentlichte Band-Aid-Hit Do They Know It’s Christmas? inspirierte Harry Belafonte, eine amerikanische Version von Band Aid mit dem gleichen Prinzip zu gründen: Geld für die Opfer der Hungersnot in Äthiopien 1984–1985 einzunehmen. Durch ein Gespräch mit dem Produzenten Ken Kragen (1936–2021) wurde dies möglich.
Er beauftragte Lionel Richie und Michael Jackson, das Lied zu schreiben. Eigentlich hätte auch Stevie Wonder am Songwriting mitwirken sollen, doch dazu kam es aus Zeitgründen nicht. Richie steuerte wesentliche Teile der Melodie bei, allerdings fehlten dem Lied zunächst noch ein Text und eine Struktur. Am 22. Januar 1985, nach zwei Wochen Arbeit im Elternhaus von Jackson in Hayvenhurst in der Nähe von Encino, kam schließlich das Stück mit dem Namen We Are the World zustande, indem Jackson die bereits komponierten Melodien zu einem Song zusammenfügte, um den Refrain ergänzte und mit einem Text versah, an dem Richie später nur noch geringe Veränderungen vornahm. Für die Aufnahmen wurden viele bekannte amerikanische Musiker engagiert, die auf ihre Gage verzichteten (siehe Abschnitt Mitwirkende Musiker).
In einem Interview erzählte Michael Jackson später, dass er auch ein Demo-Band mit Richie aufnahm, zunächst aber eine eigene Fassung erstellt hatte. Dazu sagte er:

„Ich liebe es, schnell zu arbeiten. Ich ging voraus, ohne es selbst zu wissen, und ich konnte nicht auf Lionel warten. Ich fing an und wurde in derselben Nacht mit dem Song fertig – Schlagzeug, Klavier, Streicher und der Text des Refrains.“

## Produktion
Der ursprüngliche Plan, nur schwarze Musiker einzuladen, wurde früh aufgegeben, nachdem Bruce Springsteen und Bob Dylan für das Projekt gewonnen werden konnten. Anschließend arrangierte Tom Dahler die Gesangsparts und wies einzelnen Sängern Soli zu. Prince sagte nach längerem Zögern ab; sein Part wurde kurzfristig von Huey Lewis übernommen.
Die Single wurde am 28. Januar 1985, am Tag der Verleihung der American Music Awards, von Quincy Jones und Michael Omartian produziert; die Aufnahme fand in den A&M Recording Studios in Hollywood statt. Eine Instrumentalversion war zuvor mit einer Einladung für diesen Tag an interessierte Sänger geschickt worden, die wegen der AMA größtenteils schon in Los Angeles waren.

## Veröffentlichung, Erfolg und Vermarktung

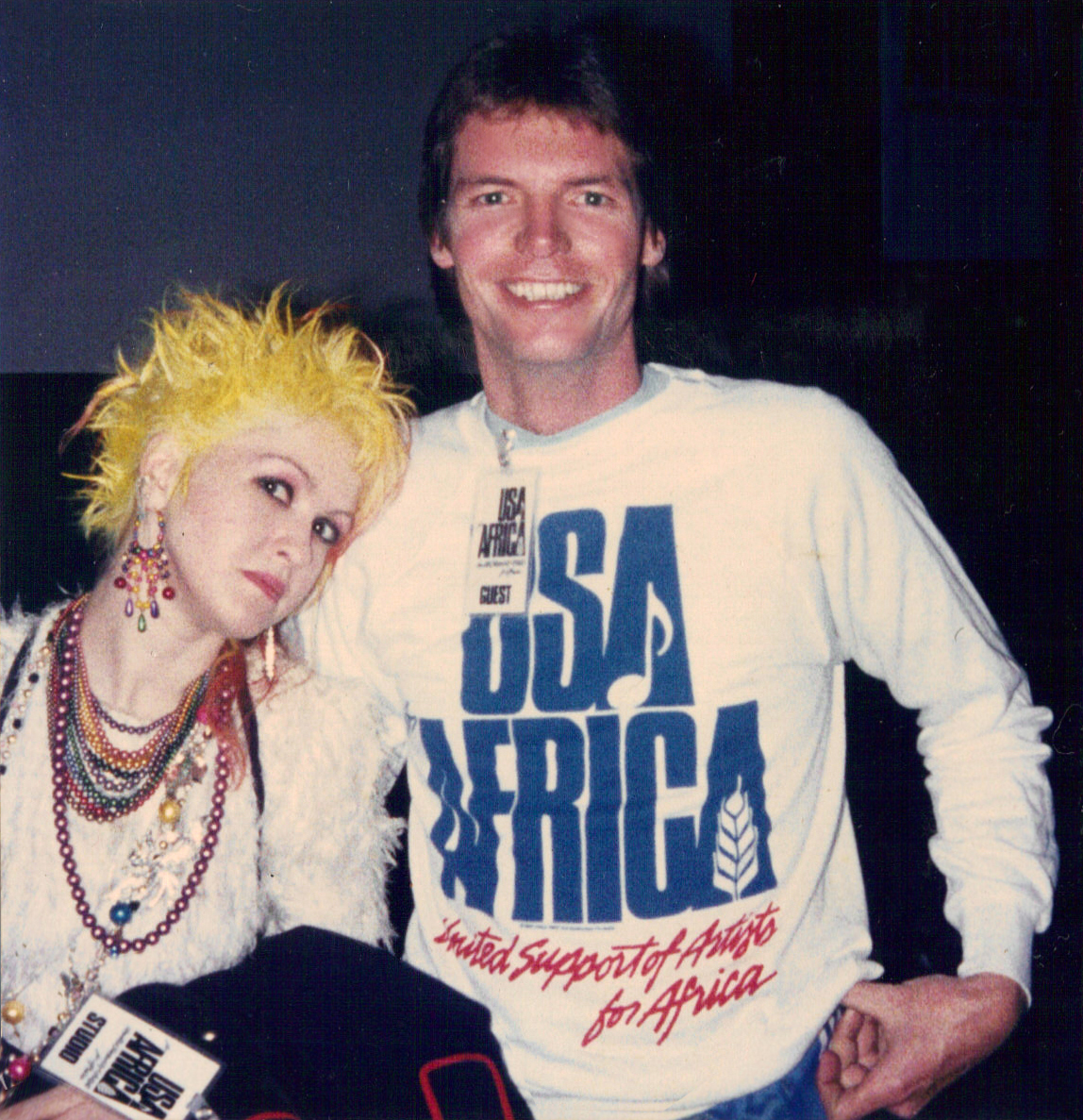
Cyndi Lauper am Tag der Aufnahme mit einem Gast im Studio, der das „USA-for-Africa“-Sweatshirt trägt

We Are the World wurde am 7. März 1985 veröffentlicht und ein Nummer-eins-Hit in Ländern wie den USA (4 Wochen vom 13. April – 4. Mai 1985), Großbritannien (2 Wochen vom 14. April – 27. April 1985) und der Schweiz (6 Wochen vom 5. Mai – 15. Juni 1985). Das Lied ist im Original 7:02 Minuten lang, erschien jedoch in verschiedenen Längen (wie z. B. 6:58 Minuten) und wurde auch auf dem gleichnamigen Album veröffentlicht.
Das Lied gewann einen Grammy. Die Single wurde zur bestverkauften des Jahres 1985. Sie war zudem die bestverkaufte Single der 1980er und die erste Single, die einen mehrfachen Platin-Status erreichte. Sie erhielt eine vierfache Platin-Zertifikation der Recording Industry Association of America.
In einer Sonderausgabe von Life wurde der Song von dem Verlag der Zeitschrift gesponsert. In der Ausgabe ist die gesamte Geschichte um das Projekt beschrieben, und auf dem Titelblatt sind Bob Dylan, Bruce Springsteen, Cyndi Lauper, Lionel Richie, Michael Jackson, Tina Turner und Willie Nelson zu sehen.
Zum Sponsoring des Liedes erschien das Musikvideo auf Videokassette, es gab Flyer, Plakate, T-Shirts und Buttons. Der Erlös aus dem Verkauf ging – wie auch die Einnahmen des Liedes – an die Opfer der Hungersnot in Äthiopien. Seit der Veröffentlichung wurden 80 Mio. US-Dollar gesammelt (entspricht heute rund 200 Mio. US-Dollar).
Unter den Waren verkaufte sich das Musikvideo auf Kassette am besten, in dem auch ein Making-of zum Lied enthalten ist und zum neuntmeistverkauften Video des Jahres 1985 wurde. Am 5. April 1985 spielten über 5000 Radiosender weltweit den Song gleichzeitig.
Das Musikvideo wurde bei den MTV Video Music Awards 1985 in der Kategorie Best Group Video und mit dem Viewer’s Choice Award ausgezeichnet.

## Mitwirkende Musiker
Die meisten Musiker, die sich am Projekt beteiligten, waren Amerikaner. Am Projekt nahm mit Bob Geldof auch ein Ire teil. Dieser war schon vorher Mitinitiator der Projekte Band Aid und Live Aid.
Zwei der größten US-Popstars dieser Zeit waren hingegen nicht beteiligt: Prince war terminlich verhindert, steuerte aber dafür den Song 4 the Tears in Your Eyes zum später veröffentlichten Album bei. Madonna war ebenfalls eingeladen worden, doch auf Anraten ihres Managements entschied sie sich dagegen, ihre laufende Tournee zu unterbrechen, um an den Aufnahmen teilzunehmen.
Dirigent
- Quincy Jones

Solisten (in der Reihenfolge des Auftretens) und Ablauf
- Lionel Richie (There Comes …)
- Lionel Richie & Stevie Wonder (when the world …)
- Stevie Wonder (there are people dying)
- Paul Simon (oh, and it’s time to lend a hand to life)
- Paul Simon & Kenny Rogers (the greatest gift of all)
- Kenny Rogers (we can’t go on …)
- James Ingram (that someone somewhere …)
- Tina Turner (we are all a part of …)
- Billy Joel (and the truth …)
- Billy Joel & Tina Turner (love is all we need)
- Michael Jackson (We are the world …)
- Diana Ross (there’s a choice …)
- Michael Jackson & Diana Ross (It’s true we’ll make a better day …)
- Dionne Warwick (Well, send them your heart …)
- Dionne Warwick & Willie Nelson (And their lives will be stronger and free …)
- Willie Nelson (As god has shown us …)
- Al Jarreau (And so we all must lend a helping hand)
- Bruce Springsteen (We are the world …)
- Kenny Loggins (We are the ones to make …)
- Steve Perry (there’s a choice we’re making …)
- Daryl Hall (Hall & Oates) (it’s true we’ll make a better day, just you and me)
- Michael Jackson (when you’re down and out …)
- Huey Lewis (but if you just believe …)
- Cyndi Lauper (well, well, well let us realize …)
- Kim Carnes (When we)
- Kim Carnes & Huey Lewis (stand together as one)
- (1 1/2 Refrains ALLE)
- Bob Dylan (there’s a choice we’re making …)
- (1 Refrain ALLE)
- Ray Charles (there’s a choice we’re making)
- Stevie Wonder & Bruce Springsteen (we are the world …)
- Stevie Wonder (there’s a choice we’re making)
- Refrains (Stevie Wonder & Bruce Springsteen)
- Bruce Springsteen (there’s a choice we’re making)
- (1 Refrain ALLE)
- James Ingram (we are the world)
- Ray Charles (there’s a choice we’re making …)

Zusätzliche Künstler im Chor
- Dan Aykroyd
- Harry Belafonte
- Lindsey Buckingham
- Mario Cipollina (Huey Lewis & the News)
- Johnny Colla (Huey Lewis & the News)
- Sheila E.
- Bob Geldof
- Bill Gibson (Huey Lewis & the News)
- Chris Hayes (Huey Lewis & the News)
- Sean Hopper (Huey Lewis & the News)
- Jackie Jackson
- La Toya Jackson
- Marlon Jackson
- Randy Jackson
- Tito Jackson
- Waylon Jennings
- Bette Midler
- John Oates (Hall & Oates)
- Jeffrey Osborne
- Anita Pointer (The Pointer Sisters)
- June Pointer (The Pointer Sisters)
- Ruth Pointer (The Pointer Sisters)
- Smokey Robinson

Bandmusiker
- David Paich (Synthesizers)
- Michael Boddicker (Synthesizers, Programming)
- Paulinho da Costa (Percussion)
- Louis Johnson (Bass) (The Brothers Johnson)
- Michael Omartian (Keyboards, Producer)
- Greg Phillinganes (Keyboards)
- John Robinson (Drums)
- Ray Charles (Piano)

## Coverversionen
Das Lied wurde häufig gecovert, unter anderem vom Munich Symphonic Sound Orchestra, der Kelly Family, von Luciano Pavarotti, Mariah Carey, Joe Cocker, Nina Hagen und in einer Punkrockversion auf einem Splitalbum von Hukedicht und Teenage Kings. Am 1. Februar 2010, 25 Jahre nach der Erstveröffentlichung, wurde es infolge des Erdbebens in Haiti für Hilfsprogramme neu aufgenommen, siehe Artists for Haiti.